# 施鲁蒂·科拉姆帕斯·帕鲁托利
施鲁蒂·科拉姆帕斯·帕鲁托利（英語：或通常簡稱，1996年7月9日—），印度女子羽毛球運動員。

## 簡歷
2017年12月，施鲁蒂·科拉姆帕斯·帕鲁托利出戰尼泊爾羽毛球國際系列賽，與阿帕娜·巴兰合作赢得女子雙打比賽冠軍。

## 主要比賽成績
只列出曾進入準決賽的國際賽事成績：
| 年份   | 賽事                   | 公開賽級別 | 項目     | 搭檔        | 成績   |
| ------ | ---------------------- | ---------- | -------- | ----------- | ------ |
| 2017年 | 尼泊爾羽毛球國際系列賽 | 國際系列賽 | 女子雙打 | 阿帕娜·巴兰 | 冠軍   |
| 2018年 | 印度羽毛球國際挑戰賽   | 國際挑戰賽 | 女子雙打 | 阿帕娜·巴兰 | 準決賽 |
| 2018年 | 尼泊爾羽毛球國際系列賽 | 國際系列賽 | 女子雙打 | 阿帕娜·巴兰 | 冠軍   |
| 2018年 | 孟加拉羽毛球國際挑戰賽 | 國際挑戰賽 | 女子雙打 | 阿帕娜·巴兰 | 亞軍   |

| 2007-2017年 | 首要超級賽 | 超級賽 | 黃金大獎賽 | 大獎賽 | 國際挑戰賽 | 國際系列賽 | 未來系列賽 | 其他 |

| 2018-2026年 | 總決賽 | 超級1000賽 | 超級750賽 | 超級500賽 | 超級300賽 | 超級100賽 | 國際挑戰賽 | 國際系列賽 | 未來系列賽 | 其他 |